# 埃塔爾雪原
62°34′07″S 60°46′27″W / 62.56861°S 60.77417°W

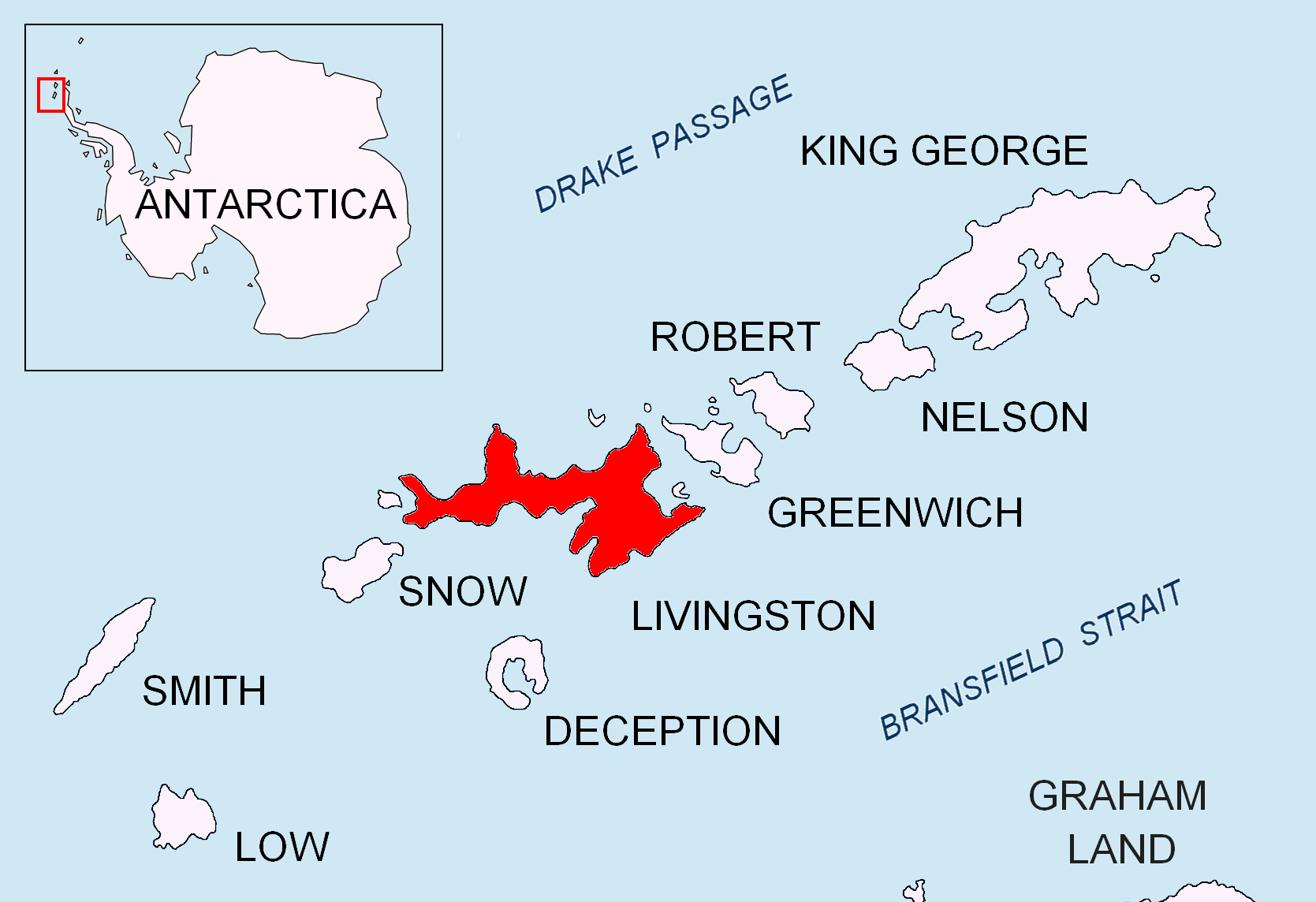

埃塔爾雪原（Etar Snowfield），是南極洲的雪原，位於南設得蘭群島的利文斯頓島西部，流經奧里亞霍沃高地西坡和羅奇穹北坡，最終在水星號海崖和羅角之間注入巴克萊灣，現時由南極條約體系管理。